# Sanin-myeon
Sanin-myeon (koreanska: 산인면) är en socken i den södra delen av Sydkorea,  285 km söder om huvudstaden Seoul.  Den ligger i kommunen Haman-gun i provinsen Södra Gyeongsang.